# Río Allier
El río  Allier  (en occitano Alèir o Alièr) es un río de Francia, afluente del Loira por la izquierda. Nace al pie del Moure de la Gardille, a 1503 m de altitud, en el departamento de  Lozère. Desemboca en el Loira en el bec-d’Allier (bec indica confluencia de dos ríos), cerca de Nevers, en el límite de los departamentos de Nièvre y Cher, a 167 m sobre el nivel del mar, y tras un curso de 410 km. Su cuenca drena un área de 14.321 km².
Pasa por los departamentos de Lozère, Ardèche (en su límite con Lozère), Alto Loira, Puy-de-Dôme, Allier, Nièvre y Cher (en estos dos últimos marca los límites). En su desembocadura el Allier aporta un caudal inferior, pero comparable, al del Loira (150 m³/s frente a 182 m³/s del Loira). 
Riega las poblaciones de Langogne, Brioude, Issoire, Vichy y Moulins. 
En tiempos de los romanos se llamaba Élaver (en latín, Elaver), y como tal aparece, por ejemplo, en la Guerra de las Galias de Julio César. Se usó antiguamente como vía de transporte, y su valle constituye el eje de penetración de autovía y ferrocarril a través del Macizo Central. Otro uso histórico fue la pesca comercial; el último pescador de este tipo cesó su actividad en 1975 y actualmente hay un uso importante para pesca recreativa. El agua de su cuenca se utiliza para consumo humano en numerosas comunidades, incluida Clermont-Ferrand. En la segunda mitad del siglo XX se produjo una expansión del regadío.